# Elektron (televisieprogramma)
Elektron (later Pop-Elektron) was een Belgisch populair-wetenschappelijk televisieprogramma voor de jeugd, met veel aandacht voor muziek. Het werd in 1983-1984 uitgezonden door de Vlaamse zender BRT en gepresenteerd door Bart Peeters.

## Concept
In het programma werden diverse onderwerpen op het gebied van de scheikunde en natuurkunde op een vlotte manier aan elkaar gepraat door Peeters waarbij hij of een van zijn wetenschappelijke gasten ook proeven deden soms samen met het aanwezige publiek. Ook konden de kijkers thuis meedoen met sommige proeven.

## PVBA Elektron
Een andere rubriek was PVBA Elektron. Dit was een sketchprogramma, waarin Frank Dingenen (als Arthur Aanspraakmakers), Dirk Roofthooft (als Bert Beperkt), Jo Van Damme (Peter Persoons) en Myriam Thys (Viona Vennoot) rollen speelden.

## Pop-Elektron
Het programma zond tussendoor ook videoclips uit. Geleidelijk aan werden er ook liveconcerten ("Elektron Live") en interviews met popartiesten aan toegevoegd. Deze muzikale rubrieken bleken uiteindelijk populairder dan de wetenschappelijke proefjes en hierdoor werd Elektron ten slotte een zuiver muziekprogramma. De titel werd dan ook globaal omgedoopt in Pop-Elektron.

## The Yéh-Yéhs
Bart Peeters, Hugo Matthysen en Marcel Vanthilt namen als spin-offproject van dit programma ook eenmalig muziek op onder de naam The Yéh-Yéhs. Ze brachten onder extra muzikale begeleiding van Peter Celis één single uit, The 7 Kings of Rock & Roll (1986).

## Bekende uitzending
Een vaak herhaald fragment uit het programma was een hommage aan Nonkel Bob, wiens boekje voor kinderen die graag gitaar wilden leren een inspiratiebron was voor veel latere Vlaamse rockgitaristen. Als eerbetoon zongen en speelden ze in 1983 live in de uitzending samen met Bob Davidse zijn nummer Vrolijke vrienden. Onder hen onder andere Rik Aerts (The Bet), Sante (Boxcars), Luc Imants en Erik Wauters (De Kreuners), Rembert De Smet (2 Belgen), Mark Van Rooy (The Parking Meters), Ludo Mariman en Luc Van der Poel (The Kids), Big Bill, Jean Blaute en Bart Peeters. Als extra grapje werd het programma Bob Elektron genoemd.

## Nalatenschap
Elektron won in 1983 De HA! van Humo, vooral vanwege hun popmuziekbijdragen.
Omdat Bart Peeters, Hugo Matthysen en Marcel Vanthilt quasi rond dezelfde periode ook een komisch jongerenprogramma getiteld Villa Tempo op de BRT presenteerden worden hun bijdragen aan dit programma weleens verward met die in Elektron.